# Robot & Monster
Robot and Monster (no Brasil, Robô e Monstro) é uma série de televisão americana criada por Dave Pressler, J.R. Ventimilia e Joshua Sternin para o canal Nickelodeon. A série gira em torno dos personagens Robô e Monstro, uma dupla inusitada de melhores amigos. Os objetivos deles são transformar o Robô no inventor mais famoso do mundo.
A primeira temporada da animação é composta por 26 episódios de 30 minutos de duração, coproduzidos pelo Smasho! Productions, Lowbar Productions e Nickelodeon Animation Studios, Inc.. Nos Estados Unidos, sua estreia ocorreu em 4 de agosto de 2012 e reuniu 2,875 milhões de telespectadores. A série chegou ao fim em 14 de fevereiro de 2015.
No Brasil a animação estreou em 2 de fevereiro de 2013 na Nickelodeon Brasil . Em Portugal a série foi transmitido pelo Nickelodeon em 7 de fevereiro a 25 de dezembro de 2013.

## Personagens

### Principais
- Robô: Como Inspetor do Controle de Qualidade, Robô está fazendo o que foi programado para fazer, mas ele sabe que seu destino é criar algo maior. Não ajuda nada ter um supervisor no trabalho que é o seu irmão mais velho, o sabe-tudo Gart, mas Monstro o apoia sempre, afinal é para isso que os melhores amigos existem!

- Monstro: Monstro é um eterno otimista, ele segue o lema "coisas boas acontecem para pessoas boas", e para ele todas as pessoas são boas. Um extrovertido Orgânico, Monstro é fascinado pelas pequenas belezas da vida. Ele sempre tenta tornar as pessoas ao redor felizes. Por causa do seu jeito inocente, Monster é enganado facilmente. Ao contrário do seu melhor amigo Robô, Monstro acredita que as coisas sempre tomam o rumo certo. Isso faz com que ele seja um cara ótimo para ter sempre por perto!

### Secundários
- Gart: Gart é o arrogante e cheio de si irmão do Robô e seu supervisor. Ele comanda a Fábrica de Pisca-Pisca do seu pai e AMA sua vida. Gart não poderia estar mais feliz dando ordens para seus "minions" e atormentando seu irmão Robô.

- Marf: Marf é o animal de estimação do Monstro, um um carinha muito fofo que é basicamente um bloco de metal com rodas. Em suas próprias palavras, esse adorável pet é "marf marf marf marf marf marf marf."